# نجع طايع
قرية نجع طايع هي إحدى القرى التابعة لمركز المراغة بمحافظة سوهاج في جمهورية مصر العربية. حسب إحصاءات سنة 2006، بلغ إجمالي السكان في نجع طايع 4952 نسمة، منهم 2552 رجل و2400 امرأة.